# Шанфлери (Об)
Шанфлери (фр. Champfleury) насеље је и општина у североисточној Француској у региону Шампањ-Арден, у департману Об која припада префектури Ножан сир Сен.
По подацима из 2011. године у општини је живело 138 становника, а густина насељености је износила 7,68 становника/km². Општина се простире на површини од 17,98 km². Налази се на средњој надморској висини од 119 метара (максималној 154 m, а минималној 88 m).

## Демографија
| 1962. | 1968. | 1975. | 1982. | 1990. | 1999. | 2011. |
| ----- | ----- | ----- | ----- | ----- | ----- | ----- |
| 168   | 180   | 156   | 133   | 130   | 125   | 138   |

График промене броја становника у току последњих година